# Ligament atlanto-occipital latéral
Les ligaments atlanto-occipitaux latéraux (ou ligaments occipito-atloïdien latéraux ou ligaments occipito-atloïdiens antéro-latéraux) sont des ligaments épais et large de la face externe de l'articulation atlanto-occipitale.

## Description
Les ligaments atlanto-occipitaux latéraux sont pairs et symétriques.
Ils s'attachent en haut sur la face inférieure du processus jugulaire de l'os occipital.
En bas ils s’insèrent sur le processus costiforme de l'atlas.
Son insertion cervicale est dédoublé donnant le passage à l'artère vertébrale et à la branche antérieure du premier nerf spinal.